# Tangier (zespół muzyczny)
Tangier – amerykański zespół rockowy, funkcjonujący w latach 1984–1992.

## Historia
Zespół został założony w 1984 roku przez wokalistę Billa Matsona i gitarzystę Douga Gordona. Skład uzupełnili Rocco Mazella (gitara), Mike Kost (bas) i Mark Hopkins (perkusja). Początkowo Tangier grał hard rocka opartego na bluesie, inspirując się takimi zespołami, jak Free, Molly Hatchet i Bad Company. W 1985 roku został wydany pierwszy album zespołu pn. Tangier. Jednakże mimo intensywnej trasy koncertowej zespół nie odniósł sukcesu komercyjnego. Następnie grupa zreorganizowała się w składzie: Matson, Gordon, Gari Saint (gitara), Garry Nutt (bas) i Bobby Bender (perkusja). W 1988 roku podpisano kontrakt z Atco Records na nagranie albumu. Wydany w 1989 roku Four Winds oferował brzmienie w stylu AOR. Pochodząca z niego piosenka „On the Line” zajęła 67. miejsce na liście Hot 100, a sam album był notowany na Billboard 200. W tym czasie grupa koncertowała, stanowiąc support przed Cinderellą. W 1990 roku z zespołu odeszli Matson i Saint, a obowiązki wokalisty przejął Mike LeCompt. W 1991 roku ukazał się album Stranded, z nieco mocniejszym brzmieniem i charakterystycznymi refrenami. Ten album również był notowany na liście „Billboardu”. Album był promowany trasą koncertową, po której zakończeniu zespół został rozwiązany.

## Albumy
- Tangier (1985)
- Four Winds (1989)
- Stranded (1991)